# Mario Theissen

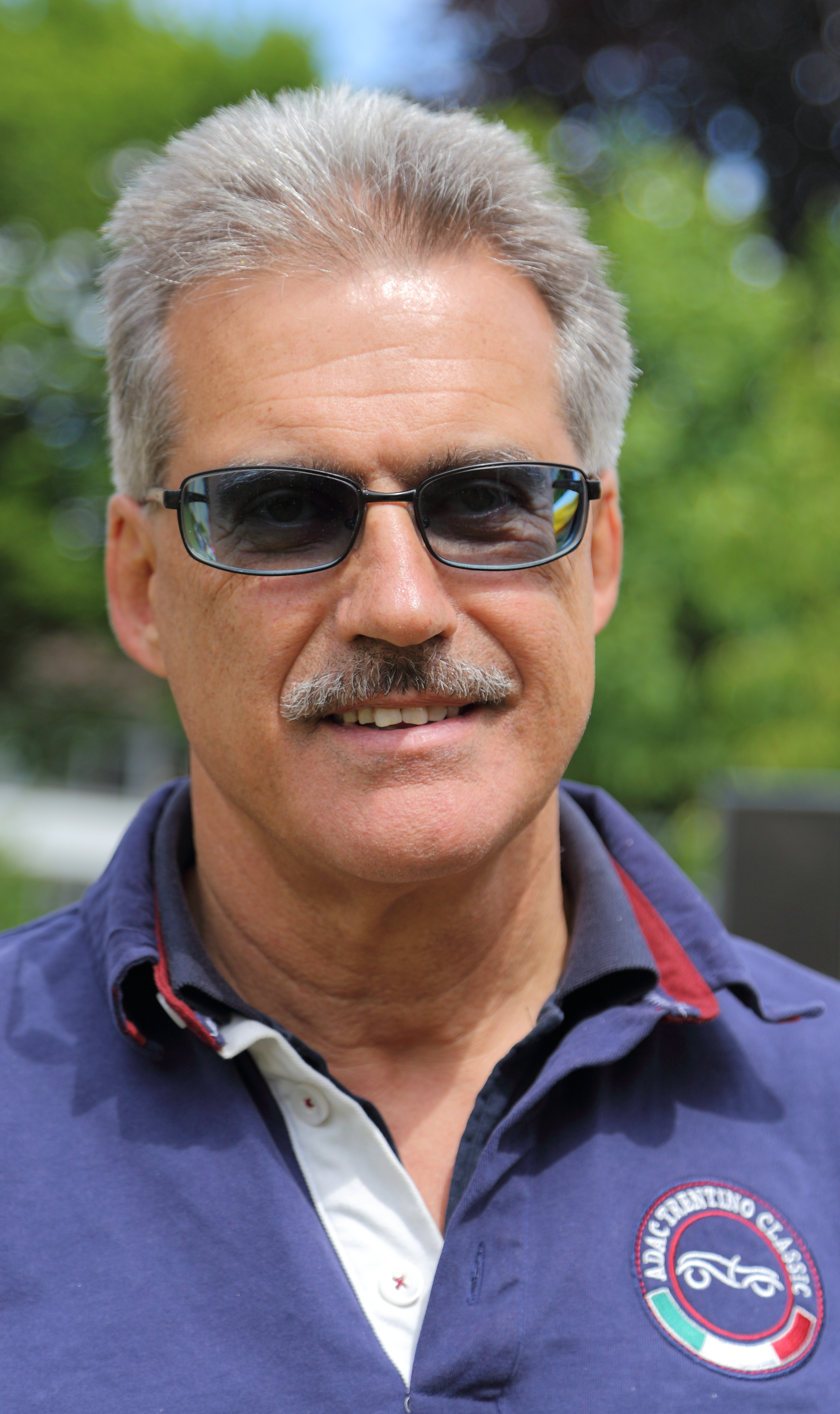
Mario Theissen (2015)

Dr. Mario Theissen (Monschau, Duitsland, 17 augustus 1952) is de motorsportdirecteur van BMW.
Vanaf april 1999 was Theissen samen met Gerhard Berger motorsportdirecteur van BMW. Van oktober 2003 tot 2011 voerde hij deze functie alleen uit. Naast de Formule 1, vallen er meer verantwoordelijkheden onder deze functie. Zo was Theissen ook verantwoordelijk voor de formule BMW serie en het WTCC-team van BMW. Binnen het Formule 1-team was Theissen officieel geen teambaas, maar vervuldde deze functie wel.

## Titels
In juni 1977 is Theissen afgestudeerd aan de studie "motorenberekening", daarvoor ontving hij de titel ingenieur.
Theissen is sinds juli 2005 ereprofessor aan de hogeschool voor techniek en wetenschap in Dresden.